# بلومورکانال
بلومورکانال (به انگلیسی: Belomorkanal) یک برند سیگار ایجاد شده در سن پترزبورگ، اتحاد جماهیر شوروی سوسیالیستی است؛ مالک فعلی این برند Uritsky است. این برند در سال ۱۹۳۲ پایه‌گذاری گردید.